# 후안 미겔 에체바리아
후안 미겔 에체바리아 라플레(스페인어: Juan Miguel Echevarría Laflé, 1998년 8월 11일~)는 쿠바의 육상 선수로 주 종목은 멀리뛰기이다. 2020년 하계 올림픽 남자 멀리뛰기에서 은메달을 획득했으며 2019년 세계 선수권 대회에서 남자 멀리뛰기 동메달을 획득했다.